# Urine-indicator
Een urine-indicator is een fictieve indicatorkleurstof die een gekleurde wolk doet ontstaan rond een persoon of dier die in een zwembad urineert. In sommige zwembaden worden bordjes opgehangen die aangeven dat de urine-indicator in het zwemwater toegevoegd werd (wee alert). Door het afschrikkingseffect (vooral op volwassenen) verbetert de waterkwaliteit (gehalte droge stof) en hygiëne van het zwemwater: urine in gechloreerd zwemwater doet namelijk chlooramines ontstaan.
Een dergelijke stof zou een commerciële opportuniteit zijn omdat het een economische behoefte in een groeiende afzetmarkt afdekt. 